# Mon amant de Saint-Jean
Mon amant de Saint-Jean è un brano musicale francese scritto da Leon Agel e musicato da Emile Carrara su un ritmo di "valzer musette".
Descrive, in prima persona, l'amore senza futuro di una giovane per un seduttore.

## Storia
La prima versione della canzone è del 1937: fu composta con il titolo Les Barbeaux de Saint-Jean modificato in seguito in Mon Costaud de Saint-Jean. Questa prima versione tuttavia non cattura il pubblico, probabilmente perché le parole sono considerate troppo popolari. Nel 1942, Carrara la riscrive dedicandola  alla sua fidanzata (poi moglie) Suzanne in occasione del loro fidanzamento ufficiale avvenuto nell'albergo La bonne idée a Saint-Jean-aux-Bois.

## Interpreti

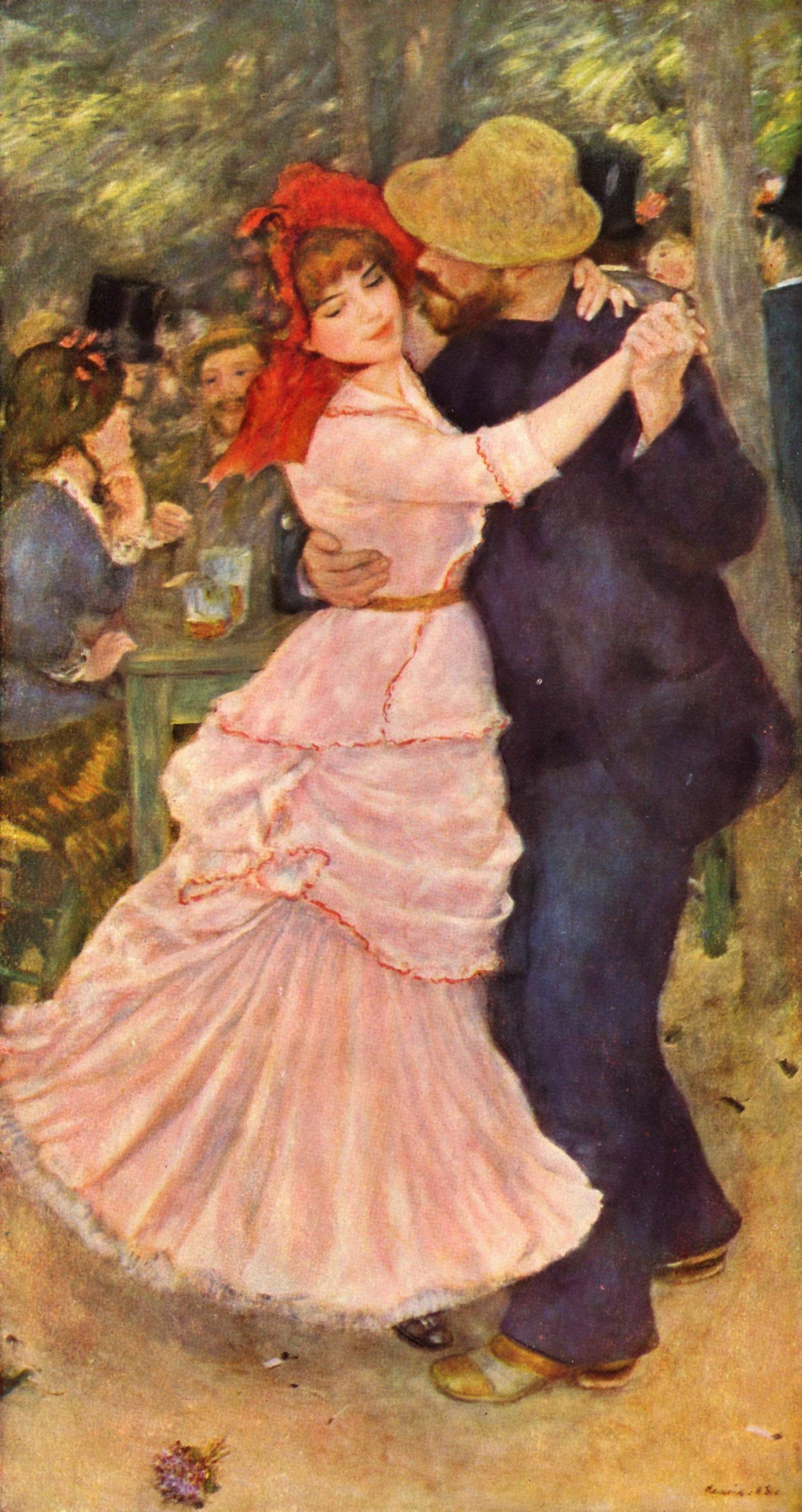
Pierre-Auguste Renoir, Bal à Bougival, 1883

La canzone fu inizialmente interpretata da Lucienne Delyle, di cui fu il primo grande successo, in seguito fu interpretata da molti altri cantanti.
Nel 1980, François Truffaut la usò nel suo film L'ultimo metrò (Le dernier métro).
Nel 1988 il regista Claude Miller la inserì nel film La piccola ladra, sulla base di una sceneggiatura di François Truffaut.
Nel 2002, Patrick Bruel nell'album Entre deux ha ripreso la canzone traslando le parole in terza persona rispetto alla versione originale che è cantata in prima persona.
Altri interpreti: Bourvil, Georgette Plana, Mouloudji e Marcel Azzola, Tue Loup (album La Bancale, 1998), André Rieu (album Les Melodies De Mon Cœur), Louis Corchia (album Piemontissimo), Big Lou (album Polka Casserole),  Les Boukakes (album Makach mouch'kil, 2001), Les Croquants (album Ça sent la bière, 2001), Les Castafiores (album Punkitchatcha , 2002), Daniel Colin (album Passion Gitane, 2002), Les troubadours du désordre (album Charivari, 2002), Brelan D'as : Jo Privat, Gus Viseur & Médard Ferrero (album Les As Du Musette), Viktor Lazlo (2003, album Loin de Paname), Paola Lombardo, Donata Pinti & Betti Zambruno (album So Sol D'Amarti, 2004), Système D (album Rencontres, 2004), Star Academy 4, Nouvelle Star 2006, Ginette Garcin, Alain Barrière (album Chansons françaises, 2007), Patrick Bruel, Zaz, Les Stentors (Album "Une Histoire de France" 2013), Gratt'DeLaPatt' (album Au Naturel 2010 e album "Gratt'&Co - Mais Co n'est pas venu" 2014).
Jane Chacun ne ha interpretato una variante: Mon costaud de Saint-Jean.